# Hajnáčka
Hajnáčka, ungarisch Ajnácskő (deutsch Hajnatschko) ist eine Gemeinde in der Mittelslowakei.

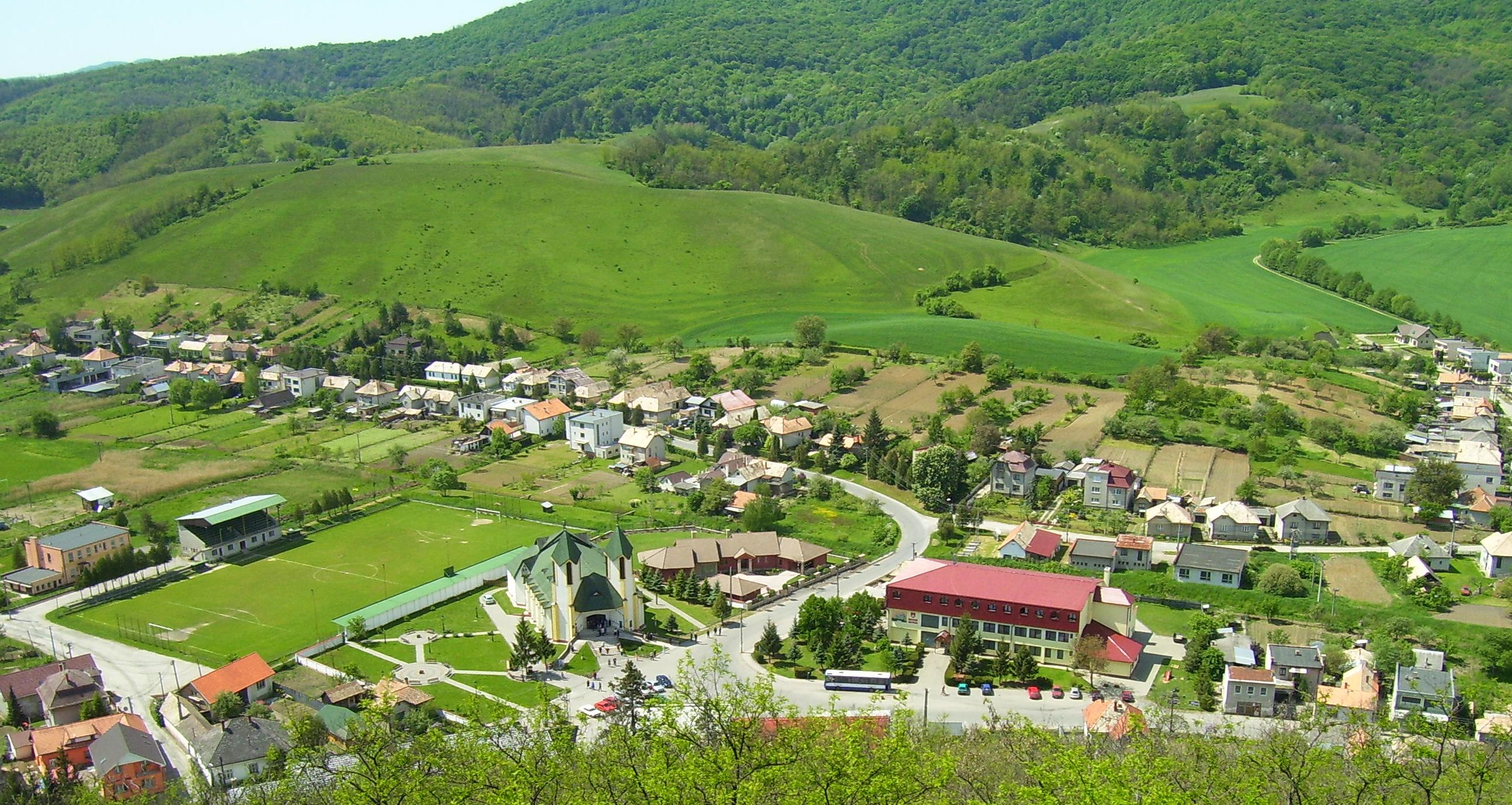
Blick auf das Dorf von der Burgruine Hajnáčka aus gesehen

## Lage
Sie liegt im Bergland Cerová vrchovina, im Tal der Gortva. Die nächsten Städte sind Fiľakovo (13 km in nordwestlicher Richtung) und Rimavská Sobota (25 km in nördlicher Richtung). Der Ort hat einen Bahnhof an der Bahnstrecke Zvolen–Košice.

## Geschichte
Der Ort wurde 1245 erstmals als Danuskue erwähnt. Das Dorf entwickelte sich aus einer Siedlung unterhalb der Burg Hajnáčka (Hrad Hajnáčka), welche der Sitz eines Herrschaftsguts war. Im Zuge der Türkenkriege wurde die Burg zweimal von den Osmanen besetzt – 1545/1546 und 1645–1649 – und mehrmals neu befestigt. Seit dem 18. Jahrhundert verfiel sie zusehends und ist seither eine Ruine.
Bis 1919 gehörte das Dorf im Komitat Gemer und Kleinhont zum Königreich Ungarn, danach kam es zur neu entstandenen Tschechoslowakei. Aufgrund des Ersten Wiener Schiedsspruches gehörte es 1938–1945 noch einmal zu Ungarn und ist seit 1993 ein Teil der heutigen Slowakei.

## Bevölkerung
| Jahr                | 1994 | 2004    | 2014    | 2024    |
| ------------------- | ---- | ------- | ------- | ------- |
| Anzahl der Personen | 1183 | 1197    | 1174    | 1168    |
| Unterschied         |      | +1,18 % | −1,92 % | −0,51 % |

| Jahr                | 2023 | 2024    |
| ------------------- | ---- | ------- |
| Anzahl der Personen | 1165 | 1168    |
| Unterschied         |      | +0,25 % |

Laut der umstrittenen Volkszählung von 1910 war die Gemeinde ein rein ungarisches Dorf mit 830 Einwohnern. Nach der letzten offiziellen Volkszählung von 2001 waren von 1164 Einwohnern 86,3 % Magyaren und 12,5 % Slowaken. 97,8 % der Einwohner gaben als Konfession römisch-katholisch an.